# چیویتا کاستلانا
چیویتا کاستلانا (به ایتالیایی: Civita Castellana) یک کومونه در ایتالیا است که در استان ویتربو واقع شده است.

## خصوصیات
چیویتا کاستلانا ۸۳٫۲۸ کیلومترمربع مساحت و ۱۶٬۷۲۲ نفر جمعیت دارد و ۱۴۵ متر بالاتر از سطح دریا واقع شده است.